# Bernd Patzke
Bernd Patzke (ur. 14 marca 1943 w Berlinie), niemiecki piłkarz, obrońca. Brązowy medalista MŚ 70.

## Kariera sportowa
W Bundeslidze grał w latach 1964–1971, najpierw w barwach TSV 1860 Monachium (1964–1969), a później berlińskiej Herthy BSC (1969–1971), łącznie rozegrał 202 spotkania. W 1966 z popularnymi Lwami wywalczył tytuł mistrzowski. W 1971 znalazł się wśród zawodników zamieszanych w korupcyjny skandal, co praktycznie zakończyło jego karierę – został zawieszony na dziesięć lat i wyjechał do RPA.
W reprezentacji RFN debiutował 13 marca 1965 w meczu z Włochami. Do 1971 rozegrał w kadrze 24 spotkania. Znajdował się w kadrze na MŚ 66 jednak dopiero cztery lata później pojawił się na boisku (wystąpił w trzech meczach).
Pracował jako trener. Prowadził m.in. reprezentację Omanu.